# Хуго X фон Дагсбург
Хуго X (II, XII) фон Дагсбург (на немски: Hugo X (II, XII) von Dagsburg; Hugo Heinrich; на латински: Hugo comes de Dagsburc; † сл. 1178) от род Етихониди, е граф на Дагсбург и Мец.

## Произход
Той е син на граф Хуго IX фон Дагсбург († сл. 1137) и съпругата му Гертруд фон Лооц († сл. 1154).

## Фамилия
Хуго X се жени ок. 1143 г. за Луитгарт фон Зулцбах (* 1118, † сл. 1163), вдовица на херцог Готфрид II фон Льовен († 1142), дъщеря на граф Беренгар I фон Зулцбах († 1125) и Аделхайд фон Волфратсхаузен († 1126). Луитгарт е сестра на Гертруда фон Зулцбах, съпругата на крал Конрад III, и на Берта фон Зулцбах, съпругата на император Мануил I Комнин от Византия. Те имат децата:
- Луитгарт († сл. 1194/97) омъжена за граф Дитрих III фон Аре-Хохщаден († 1194/22 януари 1197), син на граф Ото I фон Аре-Хохщаден († 1162) и Аделхайд фон Хохщаден († ок. 1147/1162)
- Хуго XI (XIII († 1172), убит в турнир до Лиеж
- Албрехт/Алберт II († 1212), женен 1180 г. за Гертруда фон Баден († 1225), дъщеря на маркграф Херман IV фон Баден († 1190) и пфалцграфиня Берта фон Тюбинген († 1169)
- Гертруд, омъжена за граф Лудвиг I фон Сарверден († сл. 1200)